# واشینگتن پارک (کارولینای شمالی)
واشینگتن پارک (به انگلیسی: Washington Park) شهری در ایالت کارولینای شمالی کشور ایالات متحده آمریکا است که جمعیت آن در سرشماری سال ۲۰۱۰ میلادی، ۴۵۱ نفر بوده‌است.